# Sagunt
Sagunt település Spanyolországban, Valencia tartományban. Sagunt Albalat dels Tarongers, Alfara de la Baronia, Algar de Palancia, Algimia de Alfara, Almenara, Benavites, Benifairó de les Valls, Canet d’En Berenguer, Estivella, Faura, Alfondeguilla, Gilet, Valencia, Náquera, Petrés, El Puig, Puçol, Quart de les Valls, Quartell, Soneja, Torres Torres és La Vall d'Uixó községekkel határos. Lakosainak száma 71 377 fő (2024).

## Népesség
A település népessége az utóbbi években az alábbiak szerint változott:
| Lakosok száma | 57 017 | 60 488 | 63 359 | 66 070 | 65 238 | 65 003 | 65 278 | 66 140 | 68 066 | 71 377 |
|               | 2001   | 2004   | 2007   | 2009   | 2012   | 2014   | 2017   | 2019   | 2022   | 2024   |